# GoalRef
GoalRef var tillsammans med Hawk-Eye ett av två system för mållinjeteknik som den 5 juli 2012 blev principgodkända av fotbollens regelorgan International Football Association Board. Därefter har ytterligare två system, CAIROS och Goalcontrol, blivit godkända.
Goalref-systemet underlättar för domaren att avgöra om bollen passerat mållinjen. Det tysk-danska systemet är baserat på ett microchip i bollen och ett magnetfält runt målburen. Förändringar i det magnetfältet gör att systemet kan avgöra om bollen passerat mållinjen eller ej. Systemet provades i två matcher i danska Superligaen den 23 maj 2012.